# 横浜市立東戸塚小学校
横浜市立東戸塚小学校（よこはましりつ ひがしとつかしょうがっこう）は、神奈川県横浜市戸塚区吉田町にある公立小学校。

## 概要
1951年（昭和26年）、元戸塚競馬場の跡地に開校した。西側には柏尾川が流れている。昭和45、46年には豪雨により柏尾川が氾濫し、校庭に湖が出現した。この豪雨により、校舎と給食室が床上浸水した。また、横浜市で最も校庭の広い小学校であり、神奈川県で2番目に校庭が広い小学校である。

## 沿革
- 1951年（昭和26年） - 戸塚小学校よりわかれて東戸塚小学校創立。
- 1952年（昭和27年） - 本校木造校舎旧二棟完成。
- 1955年（昭和30年） - 校歌の制定。
- 1965年（昭和40年） - 鉄筋コンクリート校舎完成（第三棟）。
- 1970年（昭和45年） - 本校より矢部小学校独立開校。集中豪雨により校庭に通称、東戸塚湖と呼ばれる大きな水たまりが出現、給食室浸水。
- 1971年（昭和46年） - 鉄筋校舎（第二棟）完成。集中豪雨により校舎、給食室床上浸水、9月一日臨時休校。
- 1972年（昭和47年） - 鉄筋校舎（第一棟）完成校舎改築のために、前年度にできなかった創立20周年記念式展を「校舎改築」の落成を兼ねて行う。
- 1974年（昭和49年） - 本校より日限山小学校独立。
- 1987年（昭和62年） - 舞岡小学校開校。
- 1988年（昭和63年） - 倉田小学校開校。
- 2001年（平成13年） - 創立50周年記念式典を行う。

## 交通アクセス
- JR東海道本線 戸塚駅より東へ400m
- 戸塚駅8番乗り場よりバスでバス停、東戸塚小学校入口より徒歩3分

開校は1951年であり、1980年開業の東戸塚駅は名称の由来ではなく、最寄駅でもない。